# Johan Conrad Greive
Pour les articles homonymes, voir Greive.
Johan Conrad Greive, né en 1837 et mort en 1891, est un peintre et lithographe néerlandais du XIXe siècle. 

## Biographie
Johan Conrad Greive naît le 2 avril 1837 à Amsterdam.
Selon le RKD, il est le fils d'un musicien et l'élève de son oncle Petrus Franciscus Greive et de Cornelis Springer,. Il signe ses œuvres JC Greive jr. et est membre d'Arti et Amicitiae à partir de 1863, dont il devient président pendant trois ans. Ses élèves sont Coen Metzelaar et Hein Kever,. Il est connu pour ses peintures, ses lithographies et ses dessins topographiques dans divers carnets de croquis, dont de nombreux sujets d'Amsterdam. Il crée des œuvres de genre, des portraits d'artistes, des paysages et des marines.
Il reçoit une médaille de bronze à l'exposition universelle de Paris en 1889.
Johan Conrad Greive meurt le 14 mai 1891 dans sa ville natale.

## Hommage
Une rue porte son nom dans le quartier des rues qui portent le nom de peintres néerlandais des XIXe et XXe siècles à Overtoomse Veld-Noord, Amsterdam.

## Galerie

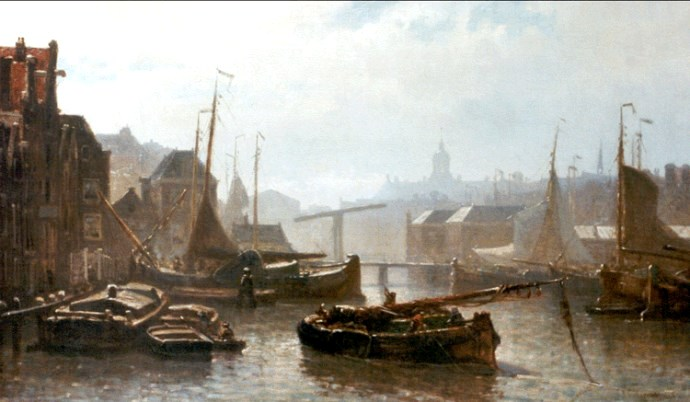
Damrak
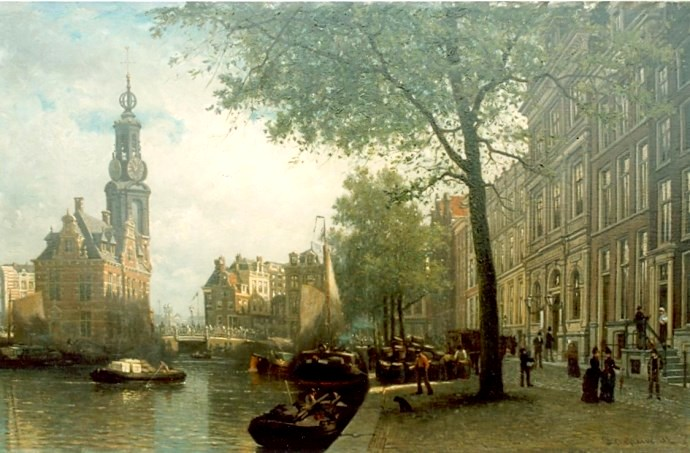
Munttoren
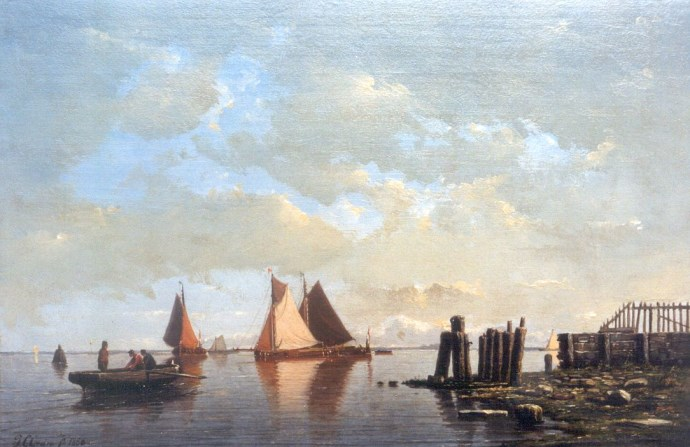
Les barges
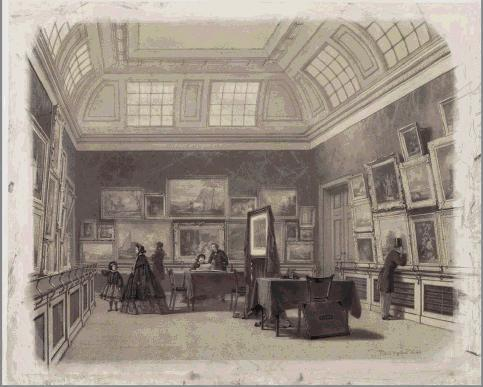
Esquisse de Teylers Eerste Schilderijenzaal , collection Musée Teylers, 1862.